# Gutenprint
 (septembre 2012).
Si vous disposez d'ouvrages ou d'articles de référence ou si vous connaissez des sites web de qualité traitant du thème abordé ici, merci de compléter l'article en donnant les références utiles à sa vérifiabilité et en les liant à la section « Notes et références ».
Gutenprint (anciennement Gimp-Print) est un ensemble de pilotes d'impression libres conçus pour des serveurs d'impression comme CUPS, lrp et LPRng. Ces pilotes permettent d'imprimer sur des systèmes de type UNIX comme GNU/Linux et MacOS.

## Historique
À l'origine, Gutenprint était un plugin de GIMP. Avec le temps, il est devenu un outil utilisé par d'autres programmes. Lors de la sortie du système d'exploitation Mac OS X, Apple n'a pas fourni de pilotes d'impression, arguant que c'était aux fabricants de les développer. Cependant beaucoup d'entre eux n'ont pas mis à jour leurs pilotes, c'est pourquoi Apple a choisi d'utiliser CUPS comme noyau de son système d'impression, Gimp-Print comblant la lacune de pilotes.
Plusieurs personnes l'appelaient par abus de langage Gimp, c'est pourquoi l'ensemble de pilotes a été renommé Gutenprint pour le distinguer de GIMP, le logiciel de traitement d'images. Le nom Gutenprint fait référence à  Johannes Gutenberg, inventeur de l'imprimerie par caractères mobiles.